# Specie di Gardenia
Elenco delle specie di Gardenia.

## A
- Gardenia actinocarpa Puttock
- Gardenia anapetes A.C.Sm.
- Gardenia angkorensis  Pit.
- Gardenia annamensis  Pit.
- Gardenia aqualla Stapf & Hutch.

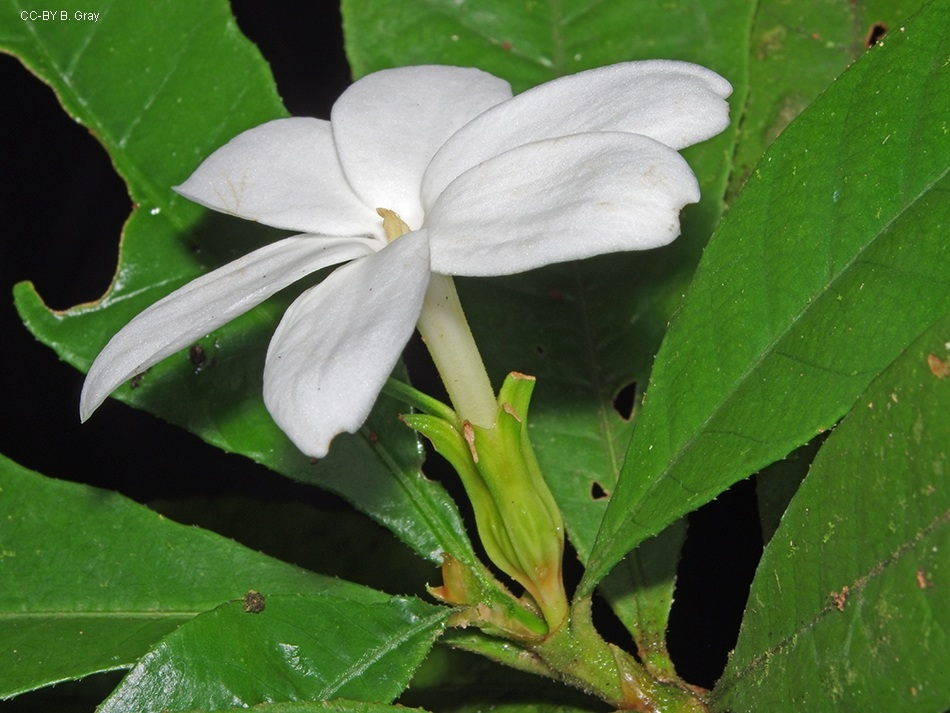
Gardenia actinocarpa

- Gardenia archboldiana Merr. & L.M.Perry
- Gardenia aubryi Vieill.

## B
- Gardenia barnesii Merr.
- Gardenia beamanii Y.W.Low

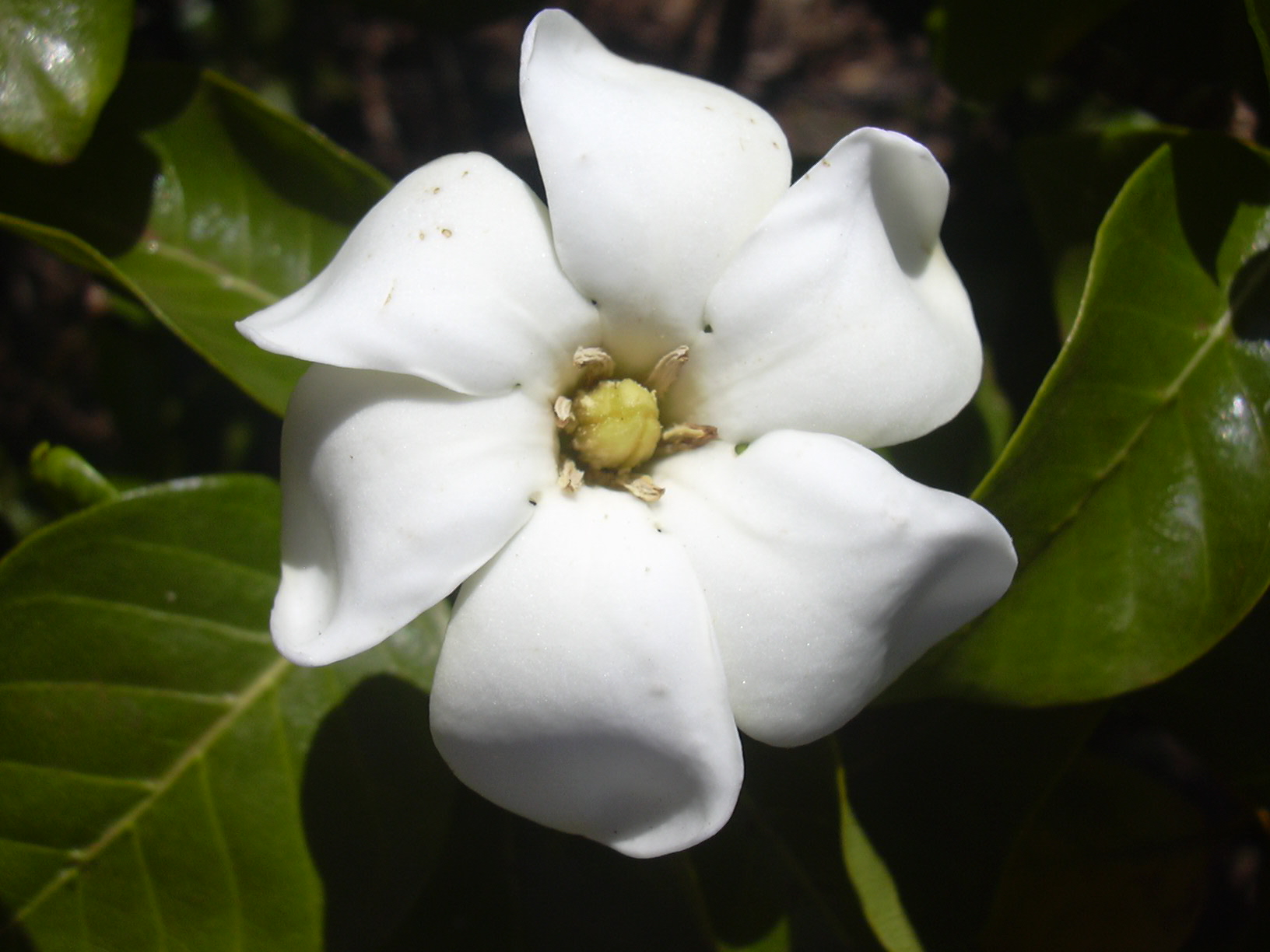
Gardenia brighamii

- Gardenia boninensis  (Nakai) Tuyama ex T.Yamaz.
- Gardenia brachythamnus (K.Schum.) Launert
- Gardenia brevicalyx Rakoton. & A.P.Davis
- Gardenia brighamii H.Mann
- Gardenia buffalina (Lour.) Poir.

## C
- Gardenia cambodiana Pit.
- Gardenia candida A.C.Sm.
- Gardenia carinata Wall. ex Roxb.
- Gardenia carstensensis  Wernham
- Gardenia chanii Y.W.Low
- Gardenia chevalieri Pit.

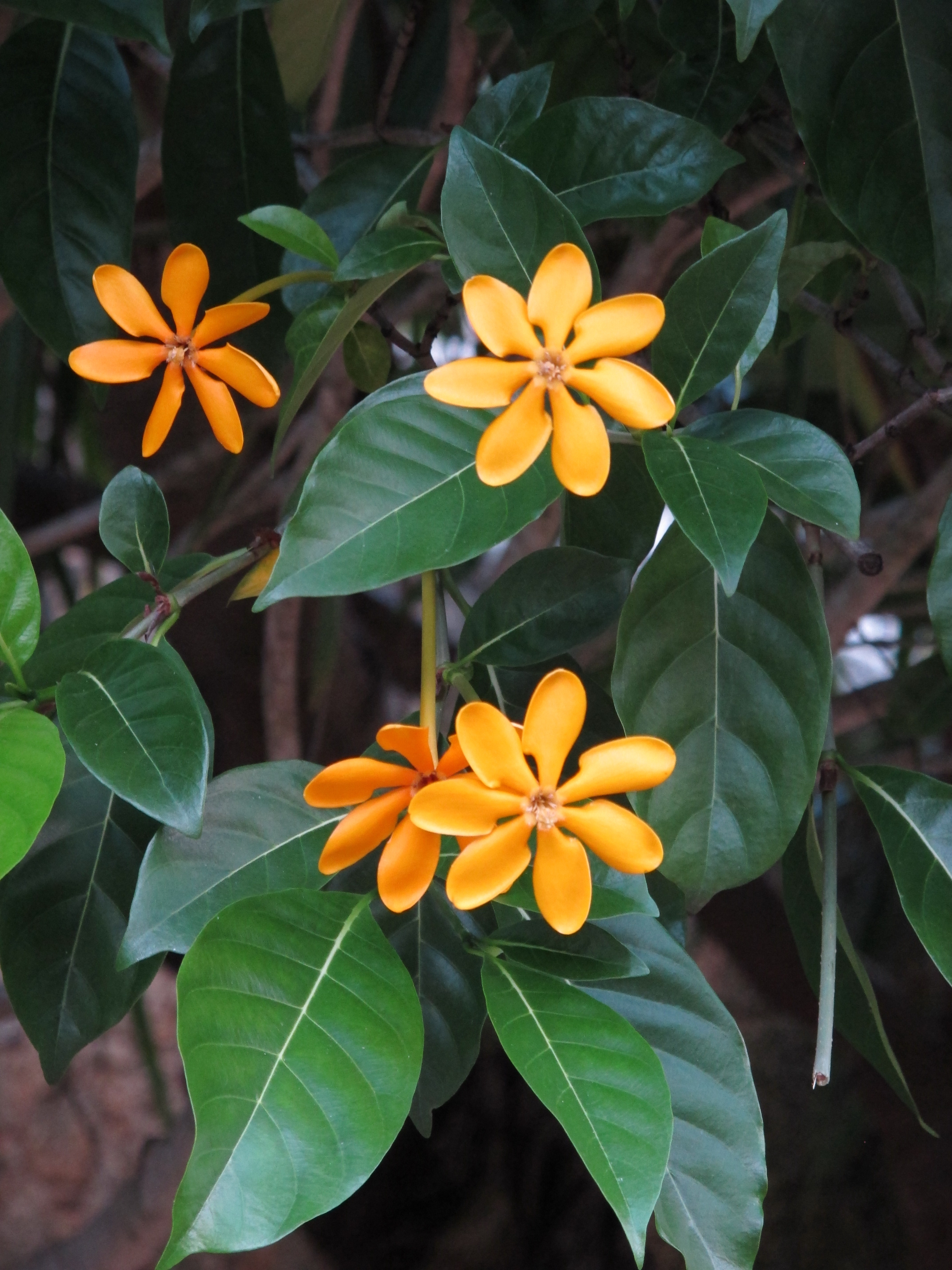
Gardenia carinata

- Gardenia clemensiae Merr. & L.M.Perry
- Gardenia collinsiae Craib
- Gardenia cornuta Hemsl.
- Gardenia coronaria Buch.-Ham.
- Gardenia costulata Ridl.
- Gardenia crameri Tirveng.
- Gardenia cuneata Kurz

## D
- Gardenia dacryoides A.Cunn. ex Puttock

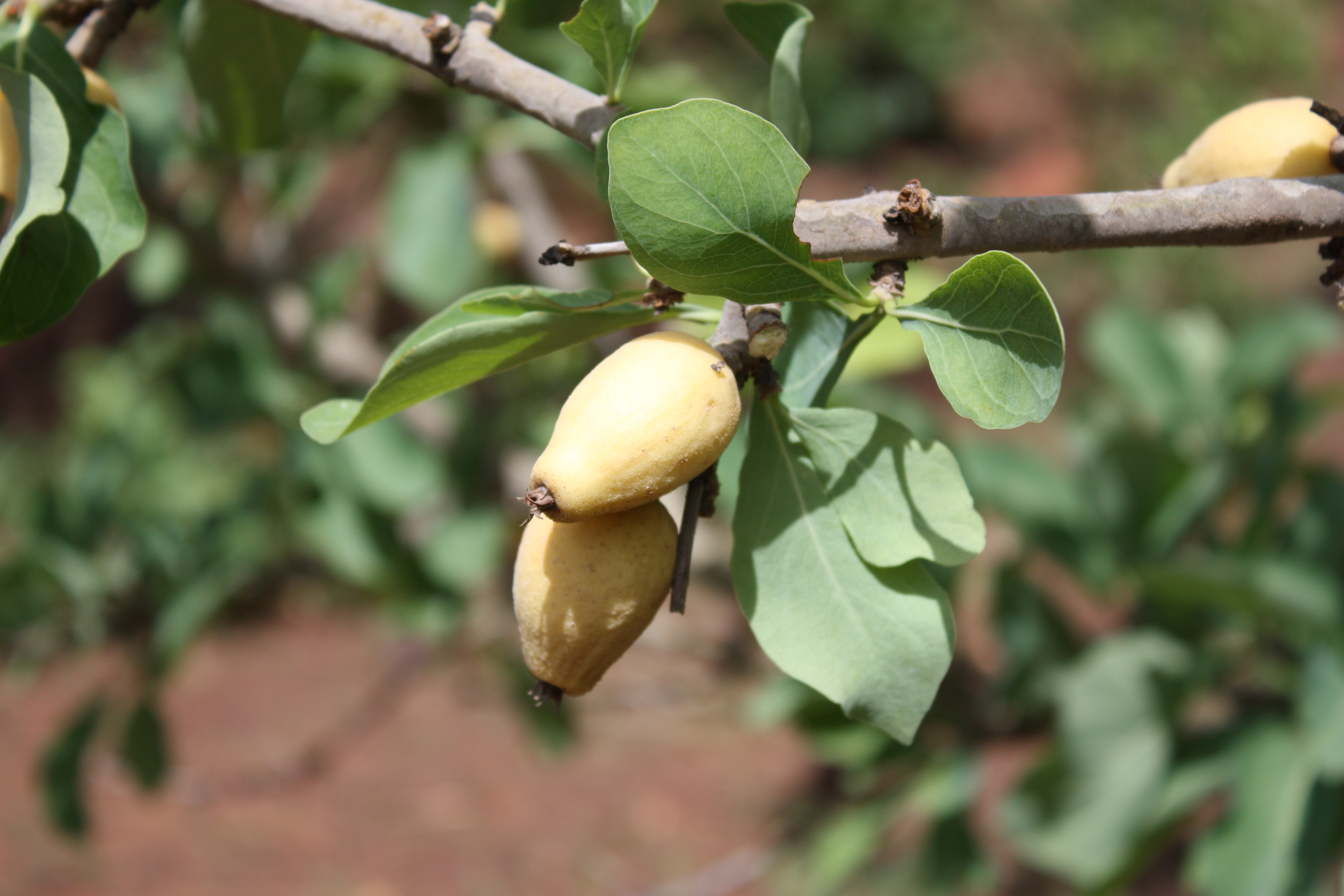
Gardenia erubescens

## E
- Gardenia elata Ridl.
- Gardenia epiphytica Jongkind
- Gardenia erubescens Stapf & Hutch.
- Gardenia esculenta Stokes
- Gardenia ewartii Puttock

## F

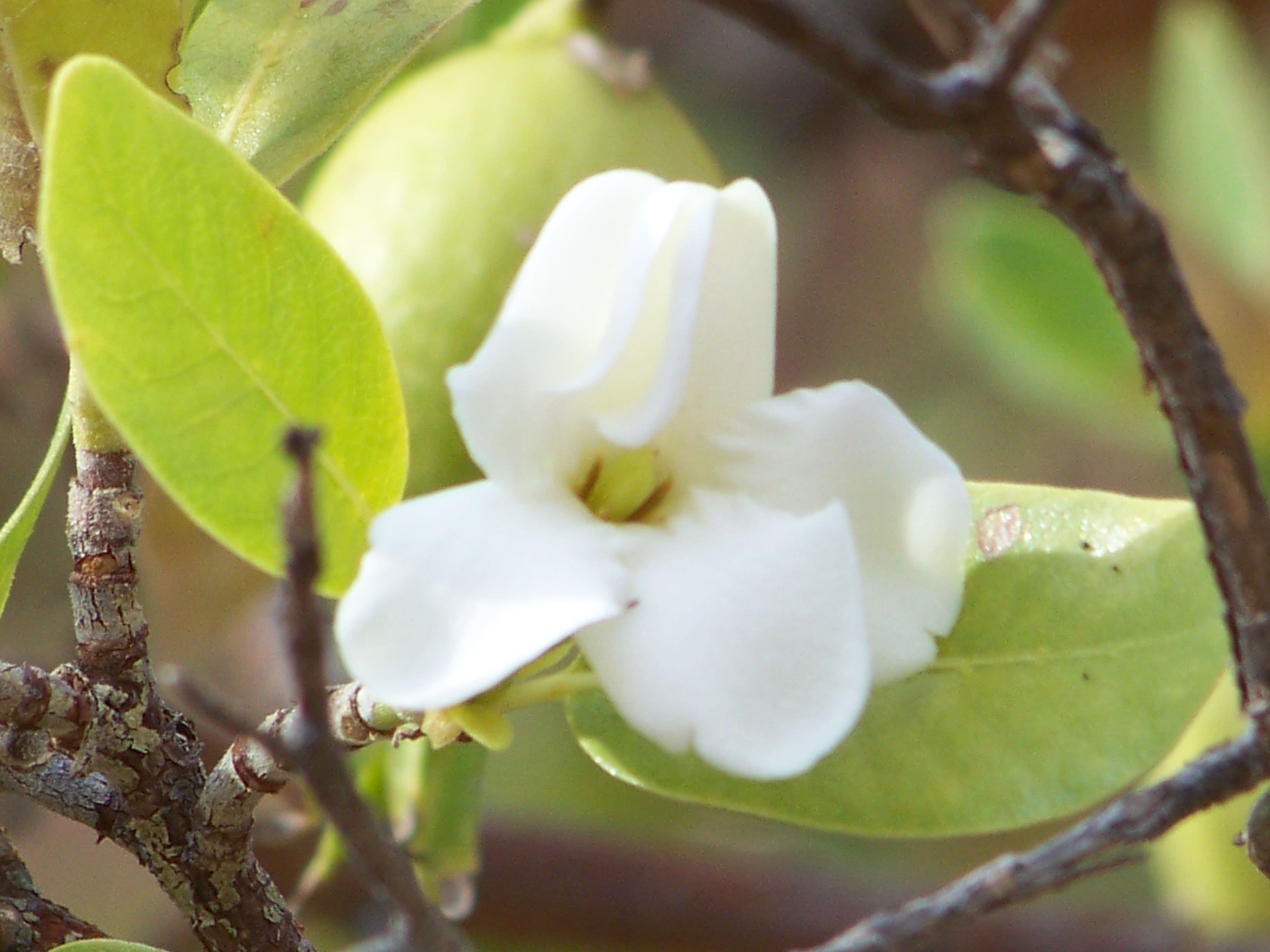
Gardenia fucata

- Gardenia faucicola Puttock
- Gardenia fiorii Chiov.
- Gardenia flava (Lour.) Poir.
- Gardenia fosbergii Tirveng.
- Gardenia fucata R.Br. ex Benth.
- Gardenia fusca Geddes

## G

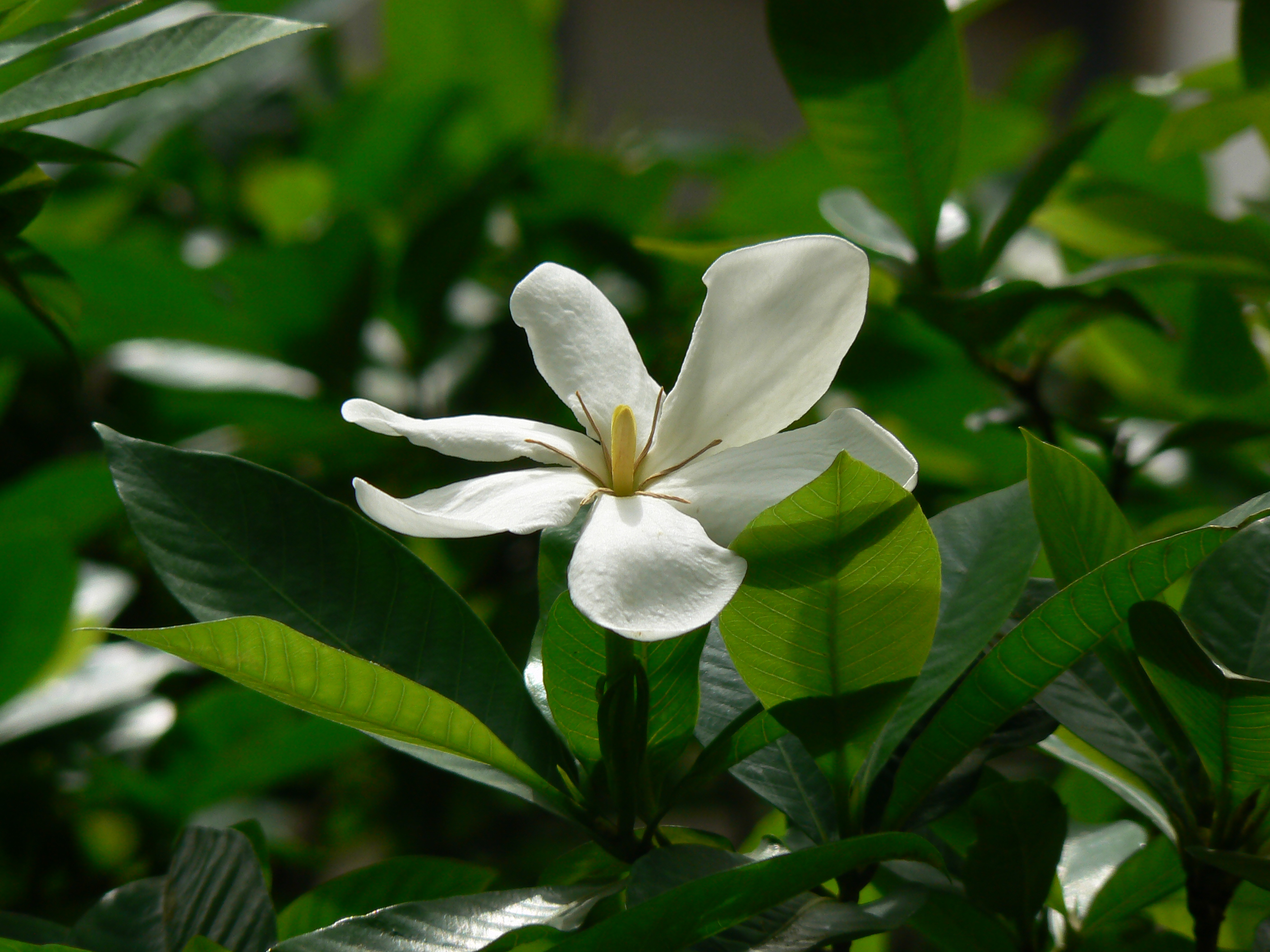
Gardenia gummifera

- Gardenia gardneri Puttock
- Gardenia gjellerupii Valeton
- Gardenia gordonii Baker
- Gardenia grievei Horne ex Baker
- Gardenia griffithii Hook.f.
- Gardenia gummifera L.f.

## H
- Gardenia hageniana Gilli
- Gardenia hainanensis  Merr.
- Gardenia hansemannii K.Schum.
- Gardenia hillii Horne ex Baker
- Gardenia hutchinsoniana Turrill

## I
- Gardenia imperialis K.Schum.1
- Gardenia invaginata Merr. & L.M.Perry
- Gardenia ixorifolia R.Br. ex Hook.f.

## J

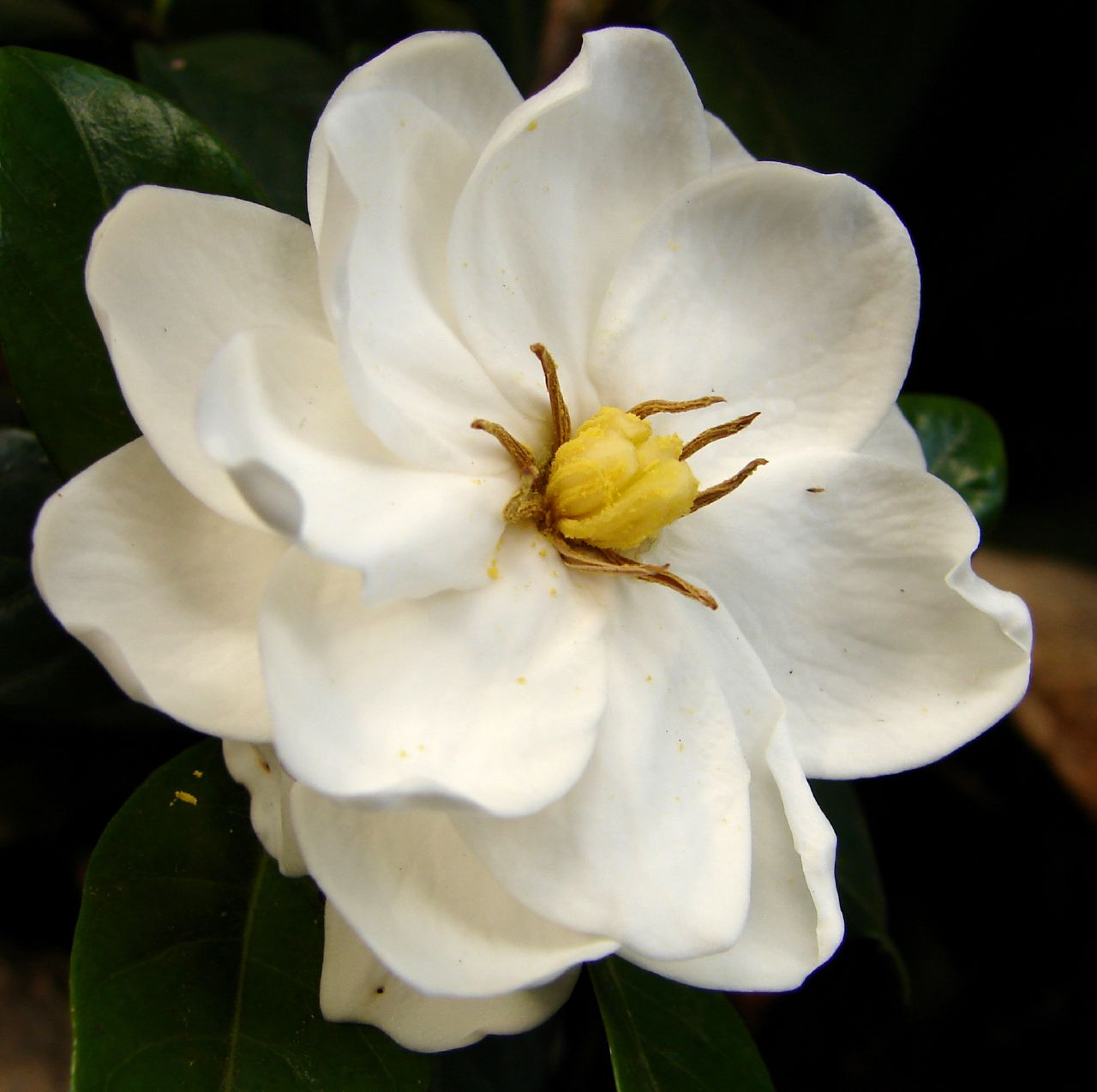
Gardenia jasminoides

- Gardenia jabiluka Puttock
- Gardenia jasminoides J.Ellis

## K
- Gardenia kabaenensis Y.W.Low
- Gardenia kakaduensis Puttock
- Gardenia kamialiensis Takeuchi

## L
- Gardenia lacciflua K.Krause
- Gardenia lamingtonii F.M.Bailey
- Gardenia lanutoo Reinecke
- Gardenia latifolia Aiton

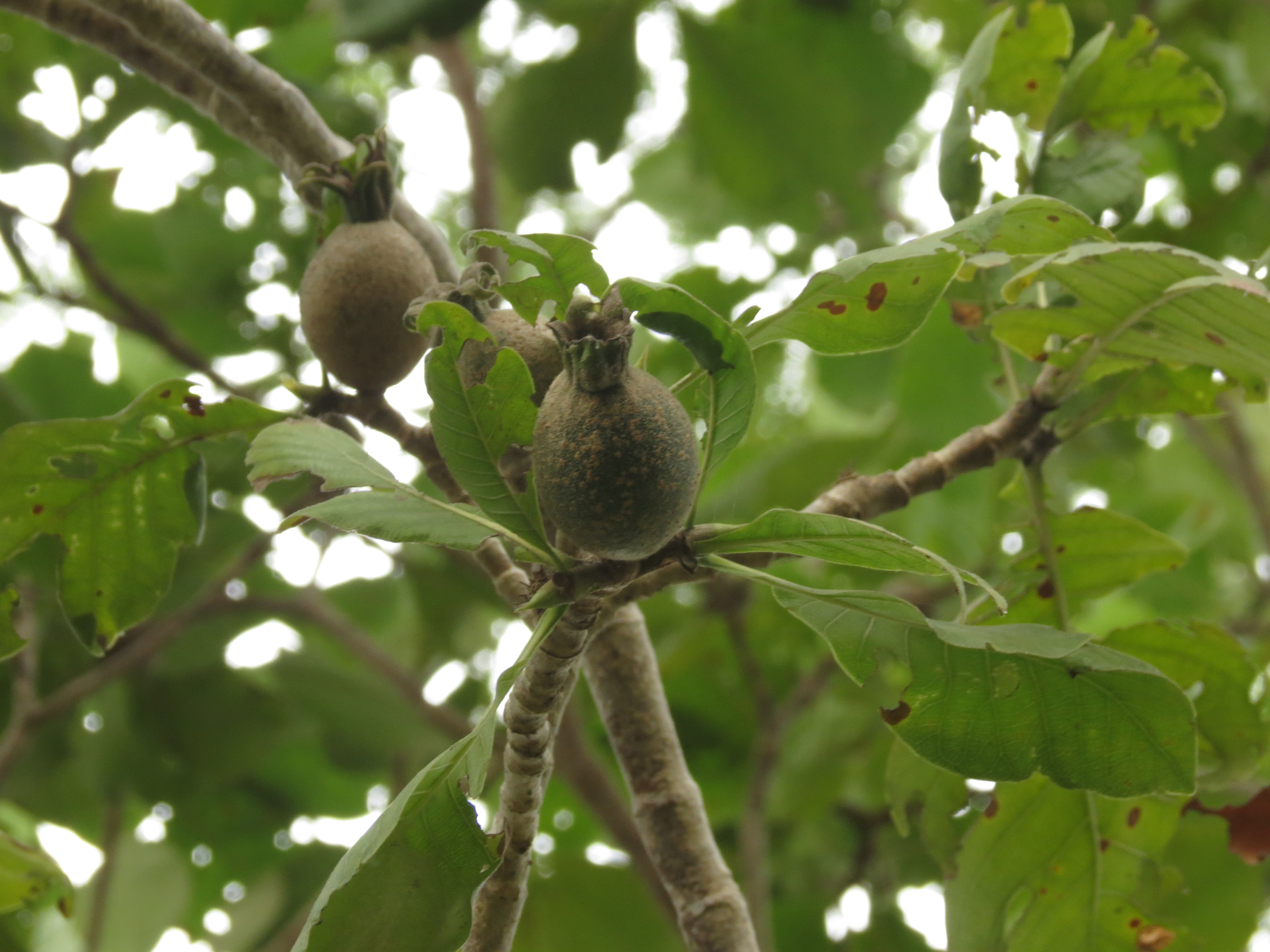
Gardenia latifolia

- Gardenia leopoldiana De Wild. & T.Durand
- Gardenia leschenaultii D.Dietr.
- Gardenia longistipula Y.W.Low

## M
- Gardenia magnifica Geddes

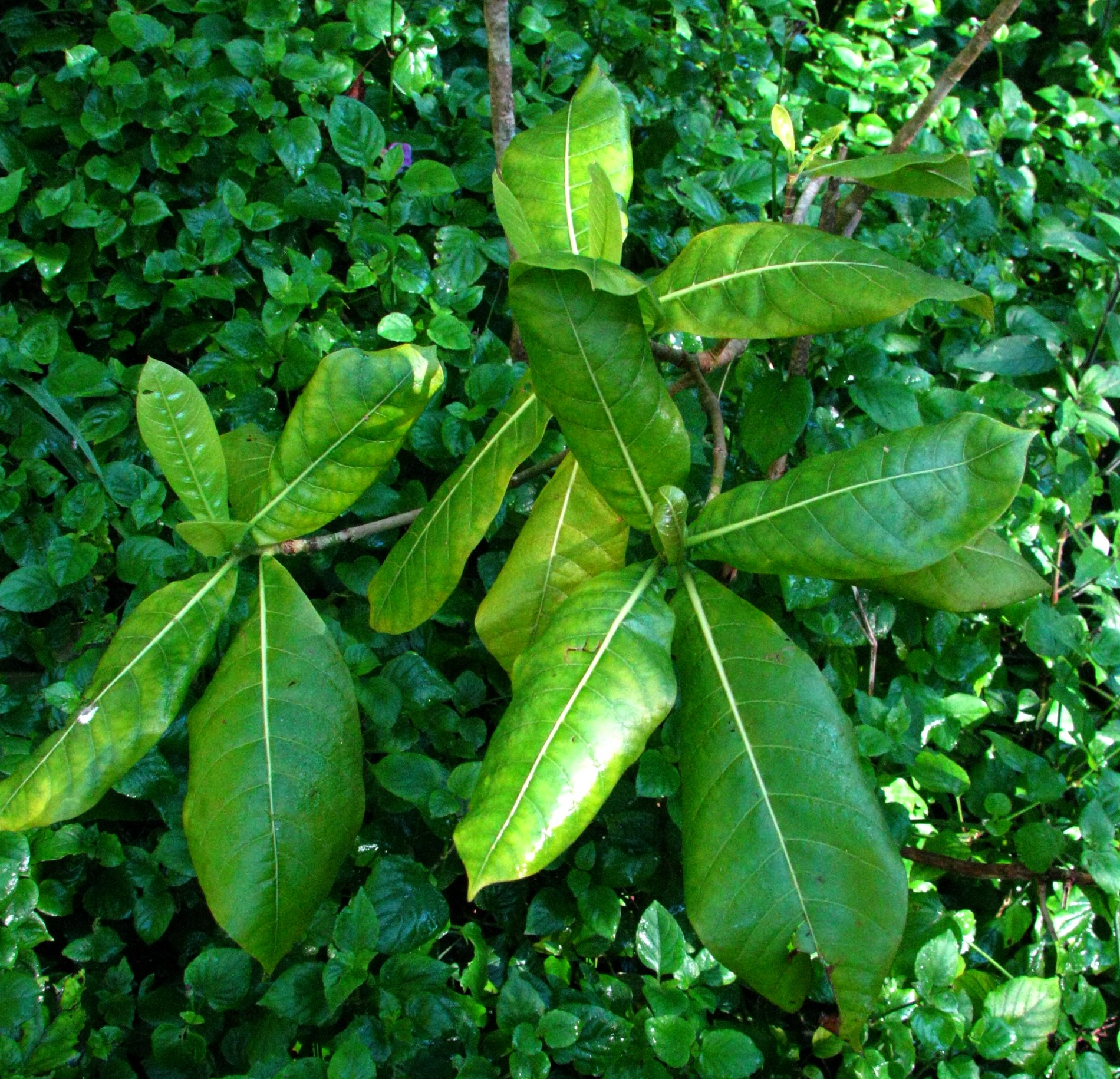
Gardenia mannii

- Gardenia mannii H.St.John & Kuykendall
- Gardenia manongarivensis Rakoton. & A.P.Davis
- Gardenia megasperma F.Muell.
- Gardenia moszkowskii Valeton
- Gardenia mutabilis Reinw. ex Blume

## N
- Gardenia nitida Hook.

## O
- Gardenia obtusifolia Roxb. ex Hook.f.
- Gardenia ornata K.M.Wong
- Gardenia oudiepe Vieill.
- Gardenia ovularis F.M.Bailey

## P
- Gardenia pallens Merr. & L.M.Perry

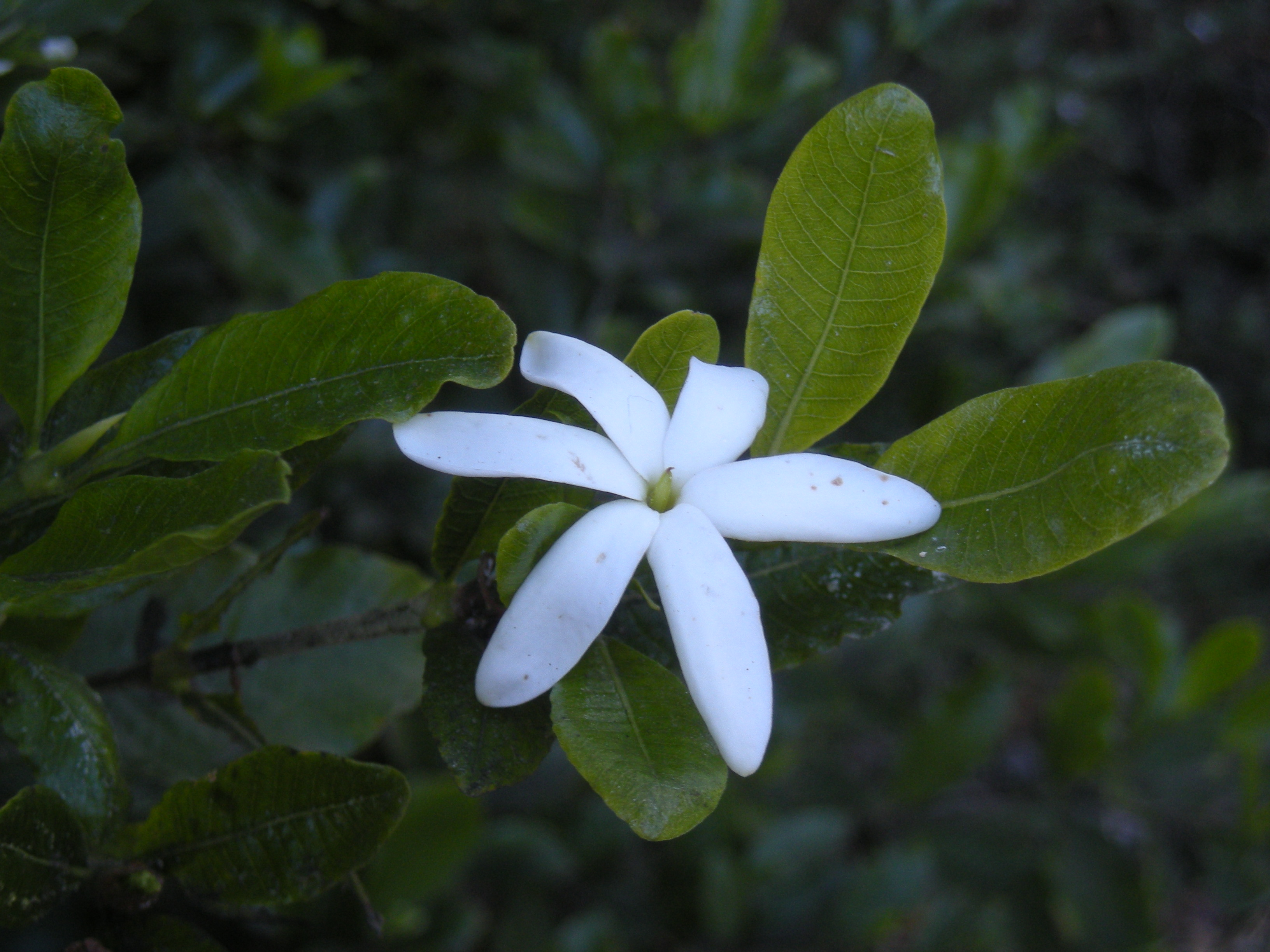
Gardenia psidioides

- Gardenia panduriformis Pierre ex Pit.
- Gardenia papuana F.M.Bailey
- Gardenia philastrei Pierre ex Pit.
- Gardenia posoquerioides S.Moore
- Gardenia propinqua Lindl.
- Gardenia psidioides Puttock
- Gardenia pterocalyx Valeton
- Gardenia pyriformis A.Cunn. ex Benth.1

## R
- Gardenia racemulosa Korth.

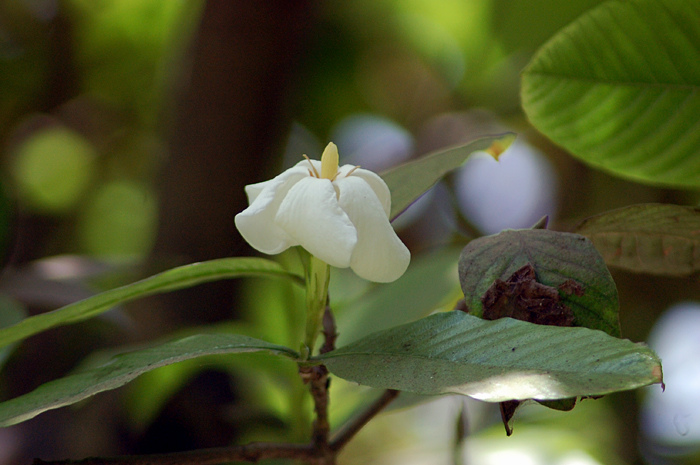
Gardenia resinifera

- Gardenia reflexisepala N.H.Xia & X.E.Ye
- Gardenia reinwardtiana Blume
- Gardenia remyi H.Mann
- Gardenia resinifera Roth
- Gardenia resiniflua Hiern
- Gardenia resinosa F.Muell.
- Gardenia rupicola Puttock
- Gardenia rutenbergiana (Baill. ex Vatke) J.-F.Leroy

## S

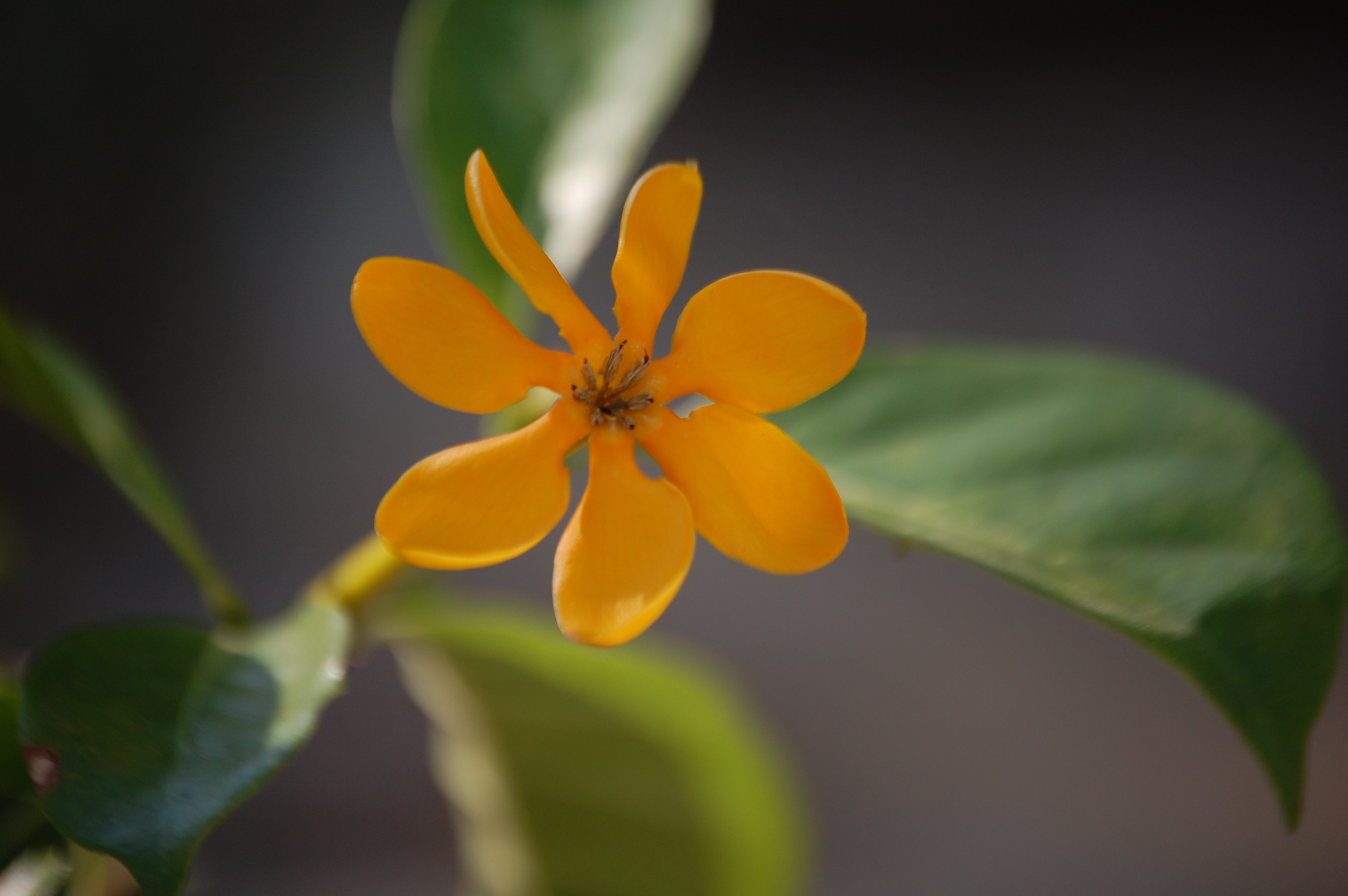
Gardenia sootepensis

- Gardenia sambiranensis Rakoton. & A.P.Davis
- Gardenia saxatilis Geddes
- Gardenia scabrella Puttock
- Gardenia schlechteri Bonati & Petitm.
- Gardenia schwarzii Puttock
- Gardenia sericea Puttock
- Gardenia similis (Craib) Craib
- Gardenia siphonocalyx Valeton
- Gardenia sokotensis  Hutch.
- Gardenia sootepensis  Hutch.
- Gardenia stenophylla Merr.
- Gardenia storckii Oliv.
- Gardenia subacaulis Stapf & Hutch.
- Gardenia subcarinata (Corner) Y.W.Low

## T
- Gardenia taitensis  DC.
- Gardenia tannaensis  Guillaumin

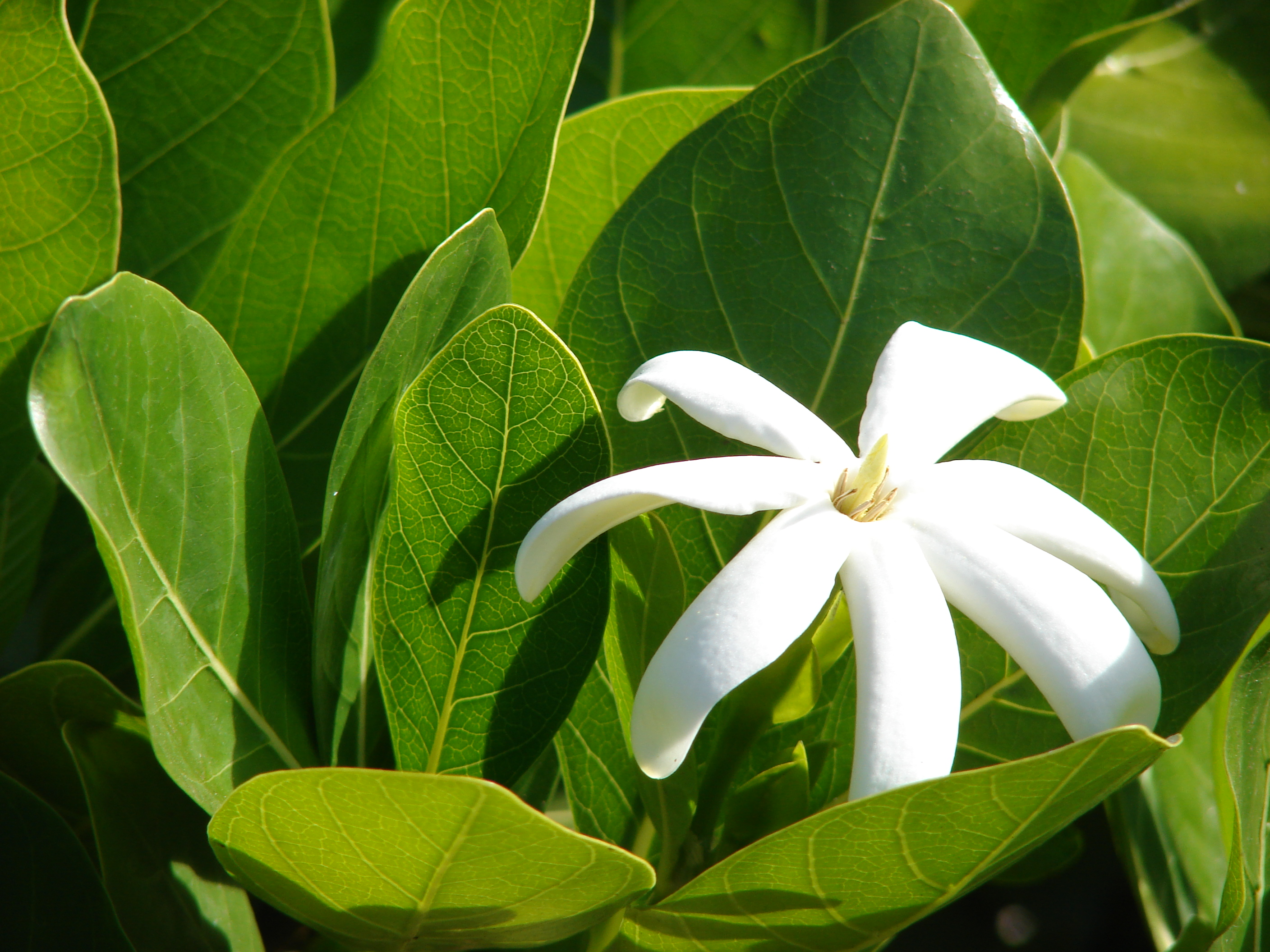
Gardenia taitensis

- Gardenia ternifolia Schumach. & Thonn.2
- Gardenia tessellaris Puttock
- Gardenia thailandica Tirveng.
- Gardenia thunbergia Thunb.
- Gardenia tinneae Kotschy & Heuglin
- Gardenia transvenulosa Verdc.
- Gardenia trochainii Sillans
- Gardenia tropidocarpa Wernham
- Gardenia truncata Craib
- Gardenia tubifera Wall. ex Roxb.

## U
- Gardenia urvillei Montrouz.

## V

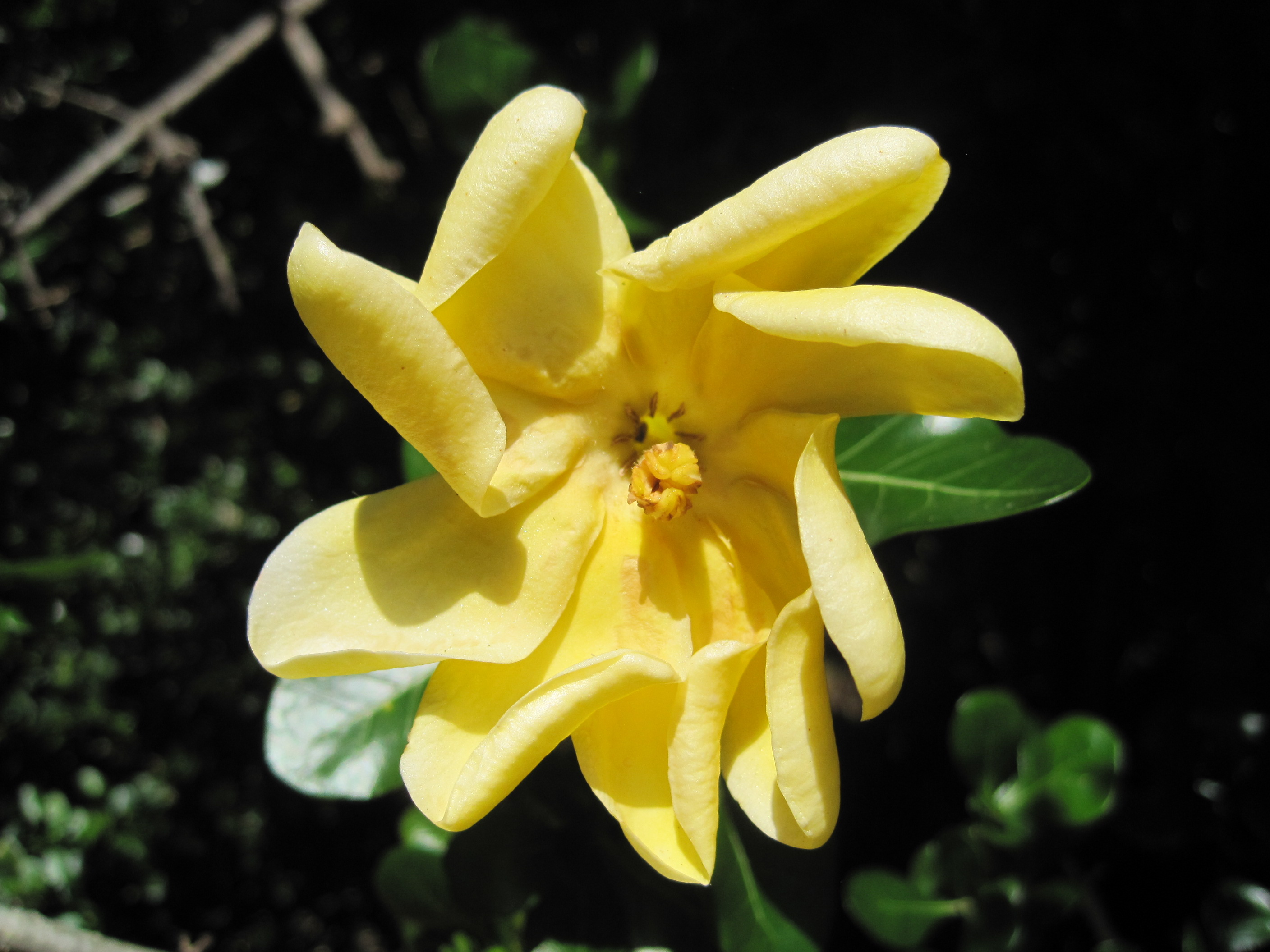
Gardenia volkensii

- Gardenia vernicosa Merr. & L.M.Perry
- Gardenia vilhelmii Domin
- Gardenia vitiensis  Seem.
- Gardenia vogelii Hook.f.
- Gardenia volkensii K.Schum.
- Gardenia vulcanica K.M.Wong